# Пежо тип 80
Пежо тип 80 (фр. Peugeot Type 80) је моторно возило произведено 1906. године од стране француског произвођача аутомобила Пежо у њиховој фабрици у Лилу. У том раздобљу је укупно произведено 3 јединице.
Возило покреће четвороцилиндрични четворотактни мотор који је постављен напред, а преко ланчаног преноса је пренет погон на задње точкове. Његова максимална снага била је 40 КС и запремине 6.965 cm³.
Тип 80 је спортски двосед.